# 納格斯黑德 (北卡羅萊納州)
納格斯黑德（英語：Nags Head）是一個位於美國北卡羅萊納州戴爾縣的城鎮。

## 人口
根據2020年美國人口普查的數據，納格斯黑德的面積為17.31平方千米，當中陸地面積為17.14平方千米，而水域面積為0.17平方千米。當地共有人口3168人，而人口密度為每平方千米183人。